# Pallbearer
A Pallbearer amerikai doom/progresszív metal együttes.

## Története
2008-ban alakult az Arkansas állambeli Little Rock-ban. Brett Campbell és Joseph D. Rowland alapították. Ők ketten egy Sports nevű zenekarban is játszottak. Hozzájuk csatlakozott Devin Holt és így megalakult a Pallbearer (nevük jelentése: "koporsóhordozó"). Első kiadványuk egy három dalból álló demó volt, amelyet 2010-ben adtak ki. 2011-ben leszerződtek a kanadai Profound Lore Records-hoz és rá egy évre, 2012-ben megjelentették első nagylemezüket. A Pitchfork 84%-kal jutalmazta az albumot, illetve felkerült a NPR (National Public Radio) "2012 50 kedvenc albumainak listájára", illetve a Spin magazin "2012 20 legjobb metal albuma" listájára is. Míg a Pallbearer első két albuma a doom metal hangzással rendelkezett, addig a harmadik albumukon a doom/progresszív metal stílusok vegyülnek. 2017-ben Magyarországon is koncerteztek a Dürer Kertben, a Paradise Losttal és a portugál Sinistro-val. 2018-ban második alkalommal is felléptek hazánkban, az A38 Hajón, az Earthless társaságában. A 2020-as lemezük viszont a Nuclear Blast gondozásában jelent meg. 

## Tagok
- Brett Campbell - ének, szintetizátor, gitár (2008-)
- Joseph D. Rowland - basszusgitár, vokál, elektromos és akusztikus zongora, szintetizátor (2008-)
- Devin Holt - gitár, vokál (2008-)
- Mark Lierly - dob (2012-)

## Korábbi tagok
- David Dobbs - dob (2008-2009)
- Zach Stine - dob (2009-2011)
- Chuck Schaaf - dob (2011-2012)

## Diszkográfia
- Sorrow and Extinction (2012)
- Foundations of Burden (2014)
- Heartless (2017)
- Forgotten Days (2020)

## Egyéb kiadványok
- 2010 Demo
- Fear and Fury (EP, 2016)